# Світличний Сергій Олександрович
Сергі́й Олекса́ндрович Світли́чний — солдат Збройних сил України. Основне місце дислокації військової частини — Житомирська область, 95-та окрема аеромобільна бригада.

## Життєпис
Протягом 1993—1995 років проходив строкову військову службу в 95-му Навчальному центрі підготовки молодших спеціалістів аеромобільних військ.
Призваний за мобілізацією. З початку травня тримав оборону в складі підрозділу на горі Карачун.
У бою з терористами зазнав поранень рук і ніг та обпечень шкіри — група мала завдання штурмом захопити блокпост бойовиків. Світличний як водій бронетранспортера вів бойову машину на виконання завдання, пролунав вибух, машина здригнулася — влучили з РПГ-7, по тому відчував тільки біль. У Харківській лікарні надано першу медичну допомогу, проведено операцію з видалення осколків гранати. Далі лікувався у Львові.

## Нагороди
15 липня 2014 року — за особисту мужність і героїзм, виявлені у захисті державного суверенітету та територіальної цілісності України, вірність військовій присязі під час російсько-української війни, відзначений — нагороджений орденом «За мужність» III ступеня.